# 오하라 모토키
오하라 모토키(일본어: 小原 基樹, 2000년 3월 9일~)는 일본의 축구 선수이다.

## 구단 경력
그는 2021년 J2리그의 에히메 FC에 입단했다. 2021년후 J3리그에 강등했다. 2022년까지 37경기에 출전하여, 5득점을 넣었다. 2023년 J2리그의 미토 홀리호크로 이적했다. 2024년 J1리그의 산프레체 히로시마로 이적했다. 2025년 7월 알비렉스 니가타로 이적했다.